# Чедомир Васовић
Чедомир Чеда Васовић (Граб, код Лучана, 1910 — Каона, код Кучева, 18. јануар 1942) био је учесник Народноослободилачке борбе и народни херој Југославије.

## Биографија
Рођен је 1910. године у селу Грабу, код Гуче. Потиче из сиромашне сељачке породице, са много деце. Основну школу је завршио у родном селу, а потом је учио кројачки занат у Чачку.
Као млади калфа, дошао је средином двадестих година у Београд, где се запослио. Ту је убрзо приступио омладинском револуционарном покрету и постао члан Савеза комунистичке омладине Југославије (СКОЈ). У чланство Комунистичке партије Југославије (КПЈ) примљен је 1928. године.
Револуционарним радом се неометано бавио све до 1932. године, када га је ухапсила београдска полиција због растурања првомајских летака КПЈ. Тада је изведен пред Државни суд за заштиту државе који га је осудио на три године затвора, коју је издржао у затвору у Сремској Митровици. После изласка из затвора, 1935. године протеран је у родно село, где је наставио политички да делује. У свом селу и Кулиновцима је окупљао симпатизере комунистичке партије.
Крајем 1938. године, када је дошло до активног обнављања партијских организација у Србији, добио је задатак од Покрајинског комитета КПЈ за Србију да пређе у Краљево и приступи тамошњој партијској организацији. По доласку у Краљево, био је ухапшен и упућен у затвор на Ади Циганлији, у Београду. Из затвора је био убрзо пуштен и поново се вратио у Краљево, где је радио у организацији УРС-ових синдиката. Поред тога, био је члан Месног и Окружног комитета КПЈ за Краљево. Због полицијских прогона над комунистима, крајем 1939. године је морао да пређе у илегалност, да не би био ухапшен. У илегали је провео годину дана, а потом је прешао у Београд.
Марта 1941. године, од стране Покрајинског комитета КПЈ за Србију, био је упућен у Пожаревац. Пошто је убрзо тамошњи секретар Окружног комитета био мобилисан у војску, Владо је преузео његову дужност. На овој дужности су га затекли бурни историјски догађаји – двадесетседмомартовски пуч и демонстрације, као и Априлски рат и окупација земље.
После окупације Краљевине Југославије, активно је радио на окупљању и стабилизацији партијских организација, као и њиховом припремању за предстијећу борбу. Организовао је прикупљање оружја, муниције, санитетског материјала и друге војне опреме. Све до септембра 1941. године, илегално је боравио у Пожаревцу, активно радећи на слању бораца у партизанске одреде и организовању саботажа и диверзија у самом граду.
По изласку из града, половином септембра Чеда је организовао Омладинску чету, која је убруо постала Пета чета Пожаревачког партизанског одреда. Приликом формирања Штаба Пожаревачког одреда, 15. септембра 1941. године, Чеди је поверена дужност политичког комесара Одреда. Као комесар обилазио је свих једанаест чета Пожаревачког одреда и у њима организовао идејно-политички рад. Поред овога, организовао је скупове и конференције на слободној територији, на којима је народну објашњавао циљеве Народноослободилачког покрета и позивао га у борбу.
Крајем 1941. године, после Прве непријатељске офанзиве, када је изгубљена слободна територија Пожаревачког одреда, Чеда је уложио велики напор за очување Одреда. У јануару 1942. године Пожаревачки одред је на Црном врху, код села Рановца, водио тродневне борбе са четницима Косте Пећанца. У овим борбама, далеко бројнији четници су успели да опколе главнину Одреда. Да би Одред спасао сигурне пропасти, Чеда је предложио да се Одред разбије у више мањих група, које би самостално покушале продор из обруча. Продор из обруча је успео, а главнина четничких снага је пошла за групом партизана у којој се налазио Чеда. Тада је Чедина група поново била опкољена. У покушају бекства из новог обруча, група се поделила у два дела. Група бораца, предвођена Чедом пошла је ка селу Каони, али је у сукобу са Пећанчевим четницима изгинула 18. јануара 1942. године.
Указом Президијума Народне скупштине Федеративне Народне Републике Југославије, 5. јула 1951. године, проглашен је за народног хероја.
Једна улица у Гучи, Чачку и Пожаревцу носи његово име.